# Wahlergebnisse in Stuttgart
Hiermit wird ein Überblick über die Wahlergebnisse in der Landeshauptstadt Stuttgart auf den verschiedenen staatlichen und kommunalen Ebenen gegeben. Der Regierungsbezirk Stuttgart kennt als reine Verwaltungsebene kein gewähltes Gremium.

## Wahlen in Stuttgart bis 1999
Von 1946 bis 1999 fanden in Stuttgart 59 demokratische Wahlen statt:
Europawahlen seit 1979

Bundestagswahlen seit 1949

Landtagswahlen in Württemberg-Baden 1946 und 1950

Wahl zur »Verfassunggebenden Landesversammlung« für den Südweststaat 1952

Landtagswahlen in Baden-Württemberg seit 1956

Wahlen der Regionalversammlung der Region Stuttgart seit 1994

Gemeinderatswahlen seit 1946

Oberbürgermeisterwahlen seit 1948

## Wahlergebnisse in Stuttgart von 1999 bis 2011
| Partei Jahr      | Regional 1999 | Europa 1999 | Landtag 2001 | Bundestag 2002 | Regional 2004 | Europa 2004 | Gemeinderat 2004 (Sitze) | Bundestag 2005 | Regional 2009 | Europa 2009 | Gemeinderat 2009 (Sitze) | Bundestag 2009 | Landtag 2011 |
| ---------------- | ------------- | ----------- | ------------ | -------------- | ------------- | ----------- | ------------------------ | -------------- | ------------- | ----------- | ------------------------ | -------------- | ------------ |
| CDU              | 42,5 %        | 42,9 %      | 37,1 %       | 35,1 %         | 35,6 %        | 37,4 %      | 32,9 % (21)              | 32,7 %         | 26,9 %        | 29,1 %      | 24,2 % (15)              | 28,5 %         | 39,0 %       |
| SPD              | 24,5 %        | 27,6 %      | 36,3 %       | 35,7 %         | 24,4 %        | 21,2 %      | 22,8 % (14)              | 32,0 %         | 17,4 %        | 18,0 %      | 17,0 % (10)              | 19,8 %         | 20,4 %       |
| FDP              | 5,5 %         | 6,2 %       | 9,2 %        | 8,5 %          | 5,3 %         | 7,7 %       | 6,5 % (4)                | 12,8 %         | 10,8 %        | 14,5 %      | 10,9 % (7)               | 18,4 %         | 6,1 %        |
| Grüne            | 14,1 %        | 14,3 %      | 11,5 %       | 16,2 %         | 17,2 %        | 22,1 %      | 18,7 % (11)              | 15,0 %         | 25,4 %        | 25,0 %      | 25,3 % (16)              | 20,1 %         | 24,2 %       |
| Linke ehem. PDS  | —             | —           | —            | 1,4 %          | 1,7 %         | 1,9 %       | 1,8 % (1)                | 4,4 %          | 4,9 %         | 4,5 %       | 4,5 % (2)                | 7,8 %          | 3,4 %        |
| AfD              | —             | —           | —            | —              | —             | —           | —                        | —              | —             | —           | —                        | —              | —            |
| Freie Wähler     | 5,6 %         | —           | —            | —              | 8,5 %         | —           | 9,7 % (6)                | —              | 9,9 %         | (1,2 %)     | 10,3 % (6)               | —              | —            |
| Die Republikaner | 3,6 %         | 3,6 %       | 4,7 %        | 1,0 %          | 4,0 %         | 3,3 %       | 3,9 % (2)                | 0,8 %          | 2,3 %         | 2,0 %       | 2,5 % (1)                | 0,8 %          | 0,9 %        |
| SÖS              | —             | —           | —            | —              | —             | —           | 1,7 % (1)                | —              | —             | —           | 4,6 % (3)                | —              | —            |
| Sonstige         | 1,5 %         | 5,4 %       | 1,2 %        | 2,1 %          | 3,4 %         | 6,5 %       | 2,0 %                    | 2,3 %          | 2,5 %         | 6,7 %       | 0,7 % (0)                | 4,6 %          | 3,1 %        |
| Wahlbeteiligung  | 59,1 %        | 46,6 %      | 65,5 %       | 81,0 %         | 54,0 %        | 51,9 %      | 48,7 %                   | 79,1 %         | 52,3 %        | 52,3 %      | 48,7 %                   | 74,3 %         | 73,1 %       |

Mit Regional wird die Wahl in der Region Stuttgart zur Regionalversammlung des Verbands bezeichnet.
Bei der Europawahl 2009 sind nicht die Freien Wähler des Landesverbandes Baden-Württemberg zur Wahl angetreten, sondern die des Bundesverbandes.

## Wahlergebnisse in Stuttgart seit 2013
| Partei Jahr     | Bundestag 2013 | Regional 2014 | Europa 2014 | Landtag 2016 | Bundestag 2017 | Regional 2019 | Europa 2019 | Landtag 2021 |
| --------------- | -------------- | ------------- | ----------- | ------------ | -------------- | ------------- | ----------- | ------------ |
| CDU             |                |               |             |              |                |               |             |              |
| SPD             |                |               |             |              |                |               |             |              |
| FDP             |                |               |             |              |                |               |             |              |
| Grüne           |                |               |             |              |                |               |             |              |
| Linke           |                |               |             |              |                |               |             |              |
| AfD             |                |               |             |              |                |               |             |              |
| Freie Wähler    |                |               |             |              |                |               |             |              |
| SÖS             |                |               |             |              |                |               |             |              |
| Sonstige        |                |               |             |              |                |               |             |              |
| Wahlbeteiligung |                |               |             |              |                |               |             |              |

## Gemeinderatswahlen
Ein Blick auf die Ergebnisse der kommunalen Wahlen im Stadtkreis Stuttgart zeigt im Laufe des 20. Jahrhunderts einige markante Entwicklungen: die CDU wurde erst relativ spät eine dominierende Kraft, erst 1975 konnte sie die SPD von Platz eins verdrängen. Die FDP konnte immer Stadträte stellen, verlor aber 1953 ihre herausragende Stellung und erlebte 1971 einen weiteren Abstieg. Neben CDU und FDP spielte und spielt im so genannten „bürgerlichen Lager“ die Gruppierung der Freien Wähler eine einigermaßen konstante Rolle, ihr Einfluss ist in Württemberg allgemein recht hoch, aber eher noch in den mittleren Städten und auf dem Lande, die Freien Wähler treten zu Landtags- und Bundestagswahlen nicht an. Die Grünen konnten seit dem ersten Antreten überdurchschnittliche Ergebnisse verzeichnen (im Bundesvergleich), parallel zu einer weiteren Schwäche der SPD.
|  |

|  |

### Gemeinderatswahl 2009

Stimmenmehrheiten in den Wahlbezirken in Stuttgart, Gemeinderatswahl 2009

Bei der Gemeinderatswahl 2009 wurden die Grünen in einem Stadtrat einer deutschen Großstadt mit über 500.000 Einwohnern erstmals die stärkste Fraktion. Mit dem Wahlsieg der Grünen gibt es in Stuttgart neue Mehrheiten im Gemeinderat. Das Lager aus CDU, Freien Wählern und FDP hat seine absolute Mehrheit eingebüßt, diese hätte nun ein mögliches Bündnis aus Grünen, SPD, Linkspartei und SÖS mit 31 von 60 Sitzen. Die Republikaner erreichen einen Sitz. Als Hauptgrund für den Wahlsieg der Grünen gilt die Ablehnung des umstrittenen Bahnprojekts Stuttgart 21 durch Teile der Bevölkerung.